# Prima Ligă ONVOL
Prima Ligă ONVOL este primul eșalon din sistemul competițional fotbalistic din Insula Gozo.

## Echipele sezonului 2010-2011
| Echipă                  | Clasarea în sezonul 2009–10 | Titluri | Ultimul titlu |
| ----------------------- | --------------------------- | ------- | ------------- |
| Għajnsielem             | 2                           | 6       | 2004–05       |
| Nadur Youngsters        | 3                           | 10      | 2007–08       |
| S.K. Victoria Wanderers | 4                           | 1       | 1978–79       |
| Sannat Lions            | 6                           | 9       | 2008–09       |
| St. Lawrence Spurs      | 1 (Divizia secundă)         | 0       | n/a           |
| Victoria Hotspurs       | 1                           | 11      | 2009–10       |
| Xewkija Tigers          | 5                           | 4       | 2000–01       |

## Foste campioane
| - 1937−38 Victoria Stars - 1938−39 Victoria City - 1939−40 Xagħra Blue Stars - 1940−41 nu s-a disputat - 1941−42 nu s-a disputat - 1942−43 nu s-a disputat - 1943−44 nu s-a disputat - 1944−45 Victoria Athletics - 1945−46 Victoria Athletics - 1946−47 Victoria Athletics - 1947−48 nu s-a disputat - 1948−49 Salesian Youths - 1949−50 nu s-a disputat - 1950−51 nu s-a disputat - 1951−52 nu s-a disputat - 1952−53 Salesian Youths - 1953−54 nu s-a disputat - 1954−55 Victoria Athletics - 1955−56 nu s-a disputat - 1956−57 Salesian Youths - 1957−58 Salesian Youths - 1958−59 Salesian Youths - 1959−60 Salesian Youths - 1960−61 nu s-a disputat - 1961−62 Victoria Hotspurs | - 1962−63 Victoria Hotspurs - 1963−64 Xagħra Young Stars - 1964−65 Victoria Hotspurs - 1965−66 Victoria Hotspurs - 1966−67 Victoria Hotspurs - 1967−68 Nadur Youngsters - 1968−69 S.K. Calypcians - 1969−70 Ghajnsielem - 1970−71 Ghajnsielem - 1971−72 Ghajnsielem - 1972−73 Ghajnsielem - 1973−74 Ghajnsielem - 1974−75 Xewkija Tigers - 1975−76 Sannat Lions - 1976−77 Sannat Lions - 1977−78 Sannat Lions - 1978−79 Victoria United - 1979−80 Victoria Hotspurs - 1980−81 Sannat Lions - 1981−82 Sannat Lions - 1982−83 Xewkija Tigers - 1983−84 Xewkija Tigers - 1984−85 Victoria Hotspurs - 1985−86 Kerċem Ajax - 1985−86 Kerċem Ajax | x*1987−88 Sannat Lions - 1988−89 Xagħra United - 1989−90 Sannat Lions - 1990−91 Victoria Hotspurs - 1991−92 Xagħra United - 1992−93 Xagħra United - 1993−94 Victoria Hotspurs - 1994−95 Nadur Youngsters - 1995−96 Nadur Youngsters - 1996−97 Nadur Youngsters - 1997−98 Xagħra United - 1998−99 Nadur Youngsters - 1999−2000 Victoria Hotspurs - 2000−01 Xewkija Tigers - 2001−02 Nadur Youngsters - 2002−03 Nadur Youngsters - 2003−04 Żebbuġ Rovers - 2004−05 Ghajnsielem - 2005−06 Nadur Youngsters - 2006−07 Nadur Youngsters - 2007−08 Nadur Youngsters - 2008−09 Sannat Lions - 2009−10 Victoria Hotspurs |  |

### Titluri după echipă
| Echipă                  | Titlu | Ani                                                                                                 |
| ----------------------- | ----- | --------------------------------------------------------------------------------------------------- |
| Victoria Hotspurs       | 11    | 1961–62, 1962–63, 1964–65, 1965–66, 1966–67, 1979–80, 1984–85, 1990–91, 1993–94, 1999–2000, 2009–10 |
| Nadur Youngsters        | 10    | 1967–68, 1994–95, 1995–96, 1996–97, 1998–99, 2001–02, 2002–03, 2005–06, 2006–07, 2007–08            |
| Sannat Lions            | 9     | 1975–76, 1976–77, 1977–78, 1980–81, 1981–82, 1986–87, 1987–88, 1989–90, 2008–09                     |
| Xagħra United           | 6     | 1939–40, 1963–64, 1988–89, 1991–92, 1992–93, 1997–98                                                |
| Għajnsielem             | 6     | 1969–70, 1970–71, 1971–72, 1972–73, 1973–74, 2004–05                                                |
| Oratory Youths          | 6     | 1948–49, 1952–53, 1956–57, 1957–57, 1958–59, 1959–60                                                |
| Victoria Athletics      | 4     | 1944–45, 1945–46, 1946–47, 1954–55                                                                  |
| Xewkija Tigers          | 4     | 1974–75, 1982–83, 1983–84, 2000–01                                                                  |
| Kerċem Ajax             | 1     | 1985–86                                                                                             |
| Żebbuġ Rovers           | 1     | 2003–04                                                                                             |
| Victoria City†          | 1     | 1938–39                                                                                             |
| Victoria Stars†         | 1     | 1937–38                                                                                             |
| S.K. Calypcians†        | 1     | 1968–69                                                                                             |
| S.K. Victoria Wanderers | 1     | 1978–79                                                                                             |

1. ↑  Un titlu ca Xagħra Blue Stars (1939–40) și altul ca Xagħra Young Stars (1963–64)
2. ↑  Șase titluri ca Salesian Youths
3. ↑  Un titlu ca Victoria United